# Tatort: Liebe am Nachmittag
Liebe am Nachmittag ist ein Fernsehfilm aus der Krimireihe Tatort. Der vom WDR unter der Regie von Manuel Flurin Hendry produzierte Beitrag wurde am 5. November 2006 im Ersten Programm der ARD ausgestrahlt. Es ist der 35. Fall des Ermittler-Teams Max Ballauf und Freddy Schenk und die 645. Tatortfolge.

## Handlung
Der Versicherungskaufmann Jost Brüggmann wird kurz nach einem Streit mit seiner Ehefrau erschossen am Rheinufer aufgefunden. Die Witwe verstrickt sich bei der Vernehmung durch die Kölner Kommissare Ballauf und Schenk schnell in Widersprüche. Zudem besaß das Opfer einen Revolver, der sich später als Tatwaffe herausstellt und nun verschwunden ist.
Am Tatabend wurde auffallend oft Ahmet Turgut von beiden Brüggmanns angerufen, ebenso die junge Türkin namens Fatma Akinici. Schenk will sie befragen und kollidiert dabei mit ihrem Vater, der versucht, sie von der männlichen Welt abzuschirmen. Da sich schnell herausstellt, dass Fatma Akinici mit Ahmet Turgut befreundet ist, wird dieser umgehend befragt. Er arbeitet zusammen mit Kalle Plöcker in der Werkstatt für Oldtimer, die Brüggmanns Nachbarn Roman und Michelle Vandenberg gehört.
Ballauf und Schenks Ermittlungen ergeben, dass Ahmet Turgut und Kalle Plöcker bei einem Begleitservice – unter anderem auch für Lene Brüggmann und Michelle Vandenberg – arbeiten. Lene Brüggmann hat nachweislich an Ahmet für seine Freundschaftsdienste eine recht beträchtliche Summe gezahlt und die zu erwartende Versicherungssumme ist für Ballauf und Schenk ein ausreichendes Mordmotiv. Unerwartet schickt jemand anonym ein Foto zum Polizeirevier, das Ahmet in der Mordnacht an Brüggmanns Auto zeigt. Allerdings war Brüggmann zu dem Zeitpunkt noch am Leben. Als Schenk ihn befragen will, findet er Ahmet erstochen in dessen Apartment.
Daraufhin werden Fatma Akinici und ihr Vater verhört. Mehmet Akinci gibt an, dass er das Foto gemacht haben will und gesehen habe, wie sich Brüggmann und Ahmet gestritten und Ahmet daraufhin geschossen habe. Er wollte in der Tatnacht nur seine Tochter überwachen, da er annahm, dass sich Ahmet mit seiner Tochter treffen wollte, und habe so den Mord beobachtet. Doch stellt sich bald heraus, dass Fatma selber an dem Mord, der nach ihren Aussagen ein Unfall war, beteiligt war und ihr Vater sich nur schützend vor sie stellen wollte. Sie hatte Ahmet sehr geliebt, und als sie durch die Presseberichte über den Brüggmannmord erfuhr, welche Art von Nebenjob ihr Freund betreibt, sei sie ausgerastet. Ihr Vater erschießt sich kurz darauf und versucht noch, den Mord mit einem schriftlichen Geständnis auf sich zu nehmen. Doch Ballauf und Schenk erkennen, dass seine Tochter Ahmet getötet haben muss, was sie dann auch zugibt.

## Hintergrund
Der Film wurde vom 19. April bis 22. Mai 2006 von der Colonia Media Filmproduktions GmbH in Bergisch Gladbach, Köln und Umgebung gedreht.
Ronald Zehrfeld ist hier in einer seiner ersten Rollen zu sehen.

## Rezeption

### Einschaltquoten
Die Erstausstrahlung von Liebe am Nachmittag am 5. November 2006 wurde in Deutschland von 8,56 Millionen Zuschauern gesehen und erreichte einen Marktanteil von 22,1 Prozent für Das Erste.

### Trivia
Schenks Dienstwagen ist in dieser Episode ein Range Rover (2. Serie, 1994–98) mit dem Kennzeichen K-PA 62.

## Kritiken
Tilmann P. Gangloff lobt an diesem Tatort bei tittelbach.tv die „außergewöhnliche[n] Inszenierung von Jungregisseur Manuel Flurin Hendry. […] Hendrys Handschrift zeigt sich vor allem in den Anschlüssen: Bild- und Szenenwechsel inszeniert er mit einer Kunstfertigkeit, die so eindrucksvoll ist, dass sie fast schon von der Handlung ablenkt. […] Ähnlich wie Hendrys Inszenierung sind auch Ehrys Dialoge ein bisschen aus der gewohnten Bahn geraten. Gerade bei den Befragungen durch die Kommissare entwickeln sich die Gespräche mitunter in eine ungewöhnliche Richtung, weil sich die Befragten ungefragt über die Dinge des Lebens auslassen. […] All das macht ‚Liebe am Nachmittag‘ nicht unbedingt zu einem großen ‚Tatort‘ , aber sehenswert ist er in jedem Fall.“
Die Kritiker der Fernsehzeitschrift TV Spielfilm urteilen: „Ganz rund läuft die gut besetzte Story um enttäuschte Liebe und missbrauchtes Vertrauen nicht, aber die Ermittler unterhalten wieder mit gewohnt schnoddrigen Wortbeiträgen.“ Fazit: „Kein Highlight, aber passable Spannung.“